# 播州そろばん

小野市にある播州そろばんのモニュメント（珠の配置は撮影年の「2009」を示す）

播州そろばん（ばんしゅうそろばん）とは、兵庫県小野市を中心とした地域で製造されているそろばんであり、兵庫県の伝統工芸品であり、そのブランドである。1976年に通商産業省（現・経済産業省）伝統的工芸品に指定され、2007年（平成19年）8月に特許庁の地域団体商標に登録された。

## 概要
兵庫県の小野市・加西市・三木市・加古川市・加東市などで生産されるそろばんのことである。播州そろばんの「播州」とは播磨国のことである。
樺・柘植・黒檀などの木材が使用される。
天正年間に豊臣秀吉が三木城を攻略した際、大津地方に逃れた住民が「大津そろばん」の製造法を習得し、彼らが小野周辺に帰郷してそろばんの製造を始めたことが播州そろばんの起源となった。
小野の地は、温暖な気候や豊かな耕地に恵まれており、古くから農閑期の手仕事としてそろばんづくりが行われた。

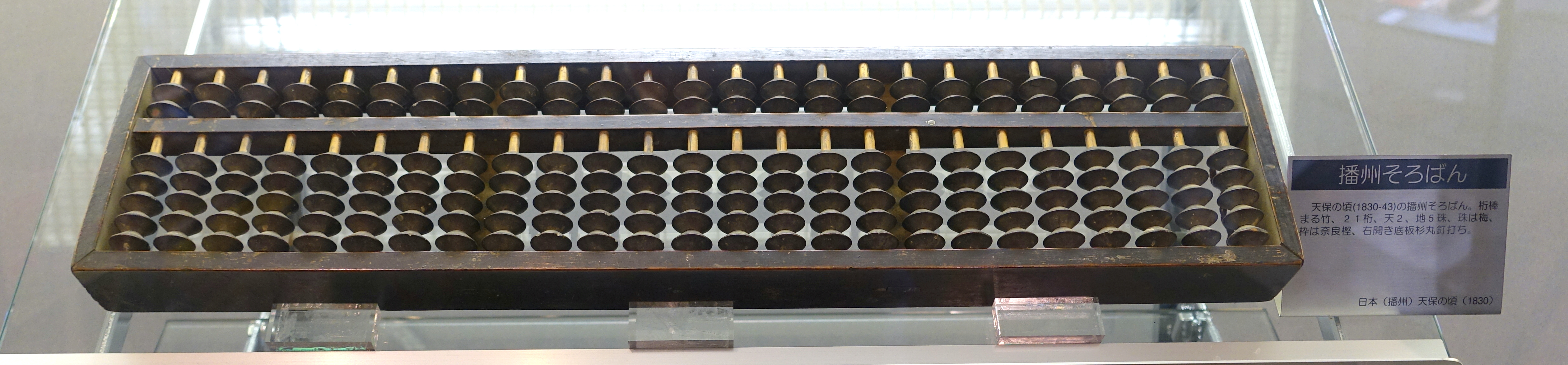
天保の頃に作られた播州そろばん

（播州同様にそろばんの産地として知られる島根県奥出雲の「雲州そろばん」のほうが主に銀行用のそろばんを工場で生産していたのに対し）播州そろばんは商店や学校などで広くつかわれるそろばんを量産化してきたという特徴があった。播州では農閑期に農家の人々が職人となり、分業体制で部品づくりを行った。それが播州のそろばんづくりの特徴となった。そろばんづくりの工程は多いものでは200以上になるといい、大きく4つに分けると「玉作り」「玉仕上げ」「ひご竹作り」「組み立て」となるが、播州では専門化した職人がおり効率的な作業が行われるが、熟練の技で作業を行っており、そろばんの命とも言われる玉は播州では堅牢なカバやツゲの木を素材とし、形状は播州そろばん独特のやや丸みを帯びたひし形に加工し、さらに玉の色の微妙な違いも見分け、内側は濃い色、外側は薄い色に揃える。このような熟練の技により伝統的工芸品の価値を持つ播州そろばんが作られている。
国内のそろばん市場では70 %の市場占有率を占めている。
（戦後はそろばん塾ブームのおかげでそろばん需要が高まり）1960年代には毎年350万丁の播州そろばんが生産されていたが、現在の生産量は15万丁程度である。
海外においてそろばん教育を取り組んでいる国の貧しい子供たちのために高品質な播州そろばんを寄付する活動が行われている。2010年9月から11月までの2か月間で約1,200丁の播州そろばんが集まり、その大半が個人からの寄付であった。この約1,200丁の播州そろばんは2010年11月中頃にトンガに送られ、今後チュニジアにも送られる予定である。

## 展示施設

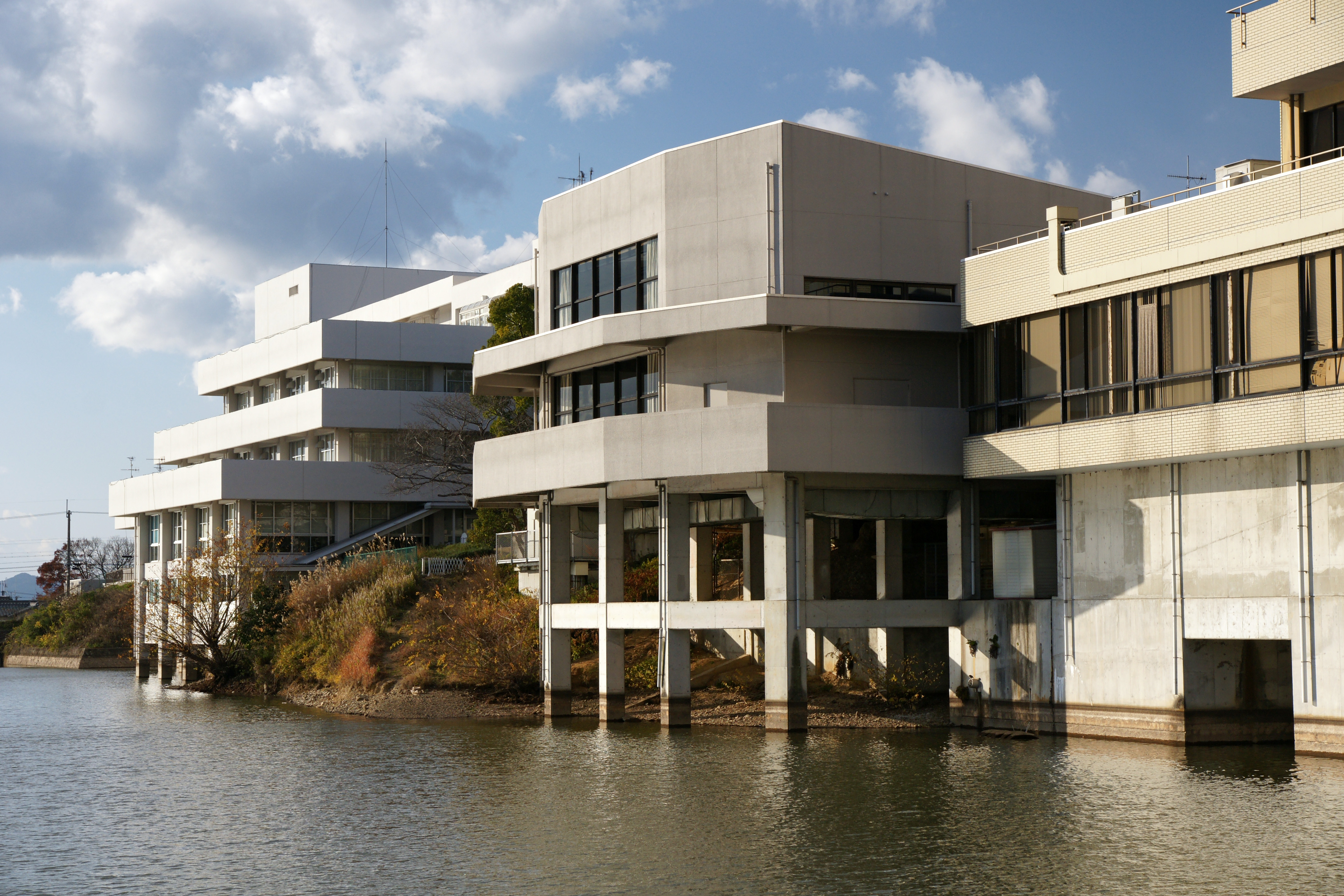
小野市伝統産業会館

- 小野市伝統産業会館